# George Brinton McClellan Jr.
George Brinton McClellan Jr. (né le 23 novembre 1865 et mort le 30 novembre 1940) est maire de New York du 1er janvier 1904 au 31 décembre 1909.